# Gonomyia taeniata
Gonomyia taeniata är en tvåvingeart som beskrevs av Alexander 1927. Gonomyia taeniata ingår i släktet Gonomyia och familjen småharkrankar. Inga underarter finns listade i Catalogue of Life.